# 熊本県道301号方保田山鹿線
熊本県道301号方保田山鹿線（くまもとけんどう301ごう かとうだやまがせん）は、熊本県山鹿市を通る一般県道である。

## 概要
全線にわたって菊池川と並行している。

### 路線データ
- 起点：熊本県山鹿市方保田（日置交差点、熊本県道198号田底鹿本線交点）
- 終点：熊本県山鹿市山鹿（山鹿市上広町交差点、国道325号（国道443号重複区間）交点）

## 地理

### 通過する自治体
- 山鹿市

### 交差する道路
| 交差する道路             | 交差する場所 | 交差する場所              |
| ------------------------ | ------------ | ------------------------- |
| 熊本県道198号田底鹿本線  | 方保田       | 日置交差点 / 起点         |
| 国道325号 国道443号 重複 | 山鹿         | 山鹿市上広町交差点 / 終点 |

### 沿線
- 山鹿温泉
- 菊池川
- 熊本地方検察庁山鹿支部
- 方保田東原遺跡
- 山鹿自動車教習学校
- 山鹿市立大道小学校